# S/S Albrektsund (1890)
S/S Albrektsund (1962-1971 M/S Sunnan, från 1965 inofficiellt Amphitrithe) var ett svenskt ångfartyg, senare motorfartyg, byggt 1890 vid Kockums varv i Malmö. Hon skrotades 1971.

## Historik
S/S Albrektsund byggdes för Marstrand Nya Ångfartygs AB. Hon hade en längd av 36,49 meter, bredd på 6,39 meter, en motoreffekt på 290 indikerade hästkrafter, och deplacement om 231 bruttoregisterton respektive 144 nettoregisterton. Albrektsund skall ha varit den första kustångaren i Sverige med matsalen placerad på mellandäck. Hon sattes i trafik på rutten Göteborg-Marstrand-Lysekil-Gravarne.
1951 övertogs hon av nybildade Marstrands Rederi AB. I samband med det ersattes ångpannan av en dieselmotor från Nohab om 390 indikerade hästkrafter. 1962 såldes hon billigt till Waxholmsbolaget som var i desperat behov av en isgående vinterbåt. I samband med det bytte hon namn till Sunnan.
Hon motsvarade dock inte förväntningarna och lades upp efter en kort tid. Motorn monterades av och fartyget såldes 1963 till Bertil Kinnander, som sålde det vidare till Lars Collander. Fartyget kallades inofficellt för Amphitrithe och var tänkt att användas som ungdomslokal, men inget blev av de planerna. Hon lades upp i Fredhäll och övertogs av Henry Lundgren för att användas som pråm men sjönk våren 1967.
Fartyget låg därefter halvsjunken till 1971, då Stockholms hamn tog dit Lodbrok, lyfte upp vraket och fraktade det till Stockholms frihamn där det skrotades.